# Calidris subminuta
Il gambecchio minore (Calidris subminuta, Middendorff 1853) è un uccello della famiglia degli Scolopacidae.

## Sistematica
Calidris subminuta non ha sottospecie, è monotipico.

## Distribuzione e habitat
Questo uccello vive in Asia, dalla fascia che comprende Russia, Kazakistan e Iran, fino al Giappone; vive anche in Yemen e Oman, sulle Maldive, in Australia, Papua Nuova Guinea, Palau, Guam e Micronesia, e in Alaska. È di passo in Irlanda, Regno Unito, Svezia, Grecia, Egitto, Kenya, Arabia Saudita, Seychelles e Isole Salomone.